# Rubén Viñuales
Rubén Viñuales Elías (Tarragona, 26 de junio de 1983) es un abogado y político español, alcalde de Tarragona desde 2023. Además de concejal en el Ayuntamiento de Tarragona, también es diputado en el Parlamento de Cataluña por la circunscripción de Tarragona desde 2021. Entre 2015 y 2020 fue diputado provincial por el mandato 2015-2020.

## Biografía
Nació en Tarragona en 1983 y se licenció en Derecho por la Universidad Rovira i Virgili (Tarragona). En la actualidad trabaja en el bufete de abogados Vázquez & Viñuales Abogados. Ha sido profesor de Derecho Privado en la Universidad Rovira i Virgili, impartiendo Derecho Internacional Privado y Derecho de Extranjería. Ha impartido diversas conferencias sobre temáticas de extranjería en el Ilustre Colegio de Abogados de Tarragona.

## Trayectoria política
En las elecciones municipales de 2015 fue candidato de Ciudadanos a la alcaldía de Tarragona, consiguió entrar en el consistorio como segunda fuerza más votada, con 4 concejales, y siendo tercera fuerza más votada obteniendo de nuevo 4 concejales en las elecciones municipales de 2019.El 29 de diciembre del 2020 comunicaba a la presidenta de Ciudadanos Inés Arrimadas y a los medios de comunicación de la ciudad su dimisión como concejal de Ciudadanos en el Ayuntamiento de Tarragona, dándose de baja del partido tras 8 años de militancia por discrepancias con la ejecutiva nacional. 
Fichando por el PSC para las elecciones al Parlamento de Cataluña de 2021 en las listas como número 2 por la provincia de Tarragona como independiente. El 25 de enero del 2021 tras las Elecciones al Parlamento de Cataluña de 2021, Rubén Viñuales se afilia al PSC de Tarragona. 
El 6 de junio del 2021, Salvador Illa crea el Govern Alternatiu de Catalunya, un instrumento para hacer una oposición rigurosa y constructiva, e impulsar una alternativa real a los gobiernos independentistas de Cataluña. Viñuales forma parte del Govern Alternatiu de Catalunya como Conseller de Justícia.
El 20 de mayo del 2022, Viñuales es elegido por la asamblea de la Agrupación Socialista de Tarragona, como candidato del PSC a la alcaldía de Tarragona.
El 17 de junio de 2023 fue investido alcalde de Tarragona con los votos a favor de los nueve concejales de su partido y tras no conseguir ningún otro candidato la mayoría absoluta.